# Dwór w Ratajach
Dwór w Ratajach – dwór w Ratajach (powiat wrzesiński) powstały w XIX w.

## Opis
Budynek parterowy, symetryczny. W budowie zastosowany jest minimalizm stylowy, a także pseudobarokowy tympanon. Posiada drewniany ganek. Obecnie dach pokryty jest papą. Otacza go park krajobrazowy o powierzchni około 8 ha. Do dworku prowadzi krótka aleja kasztanowa. Po zachodniej części parku znajduje się drewniany spichlerz, który jest pozostałością po folwarku. Obecnie pełni funkcję świetlicy wiejskiej, a także znajduje się tam biblioteka.

## Galeria

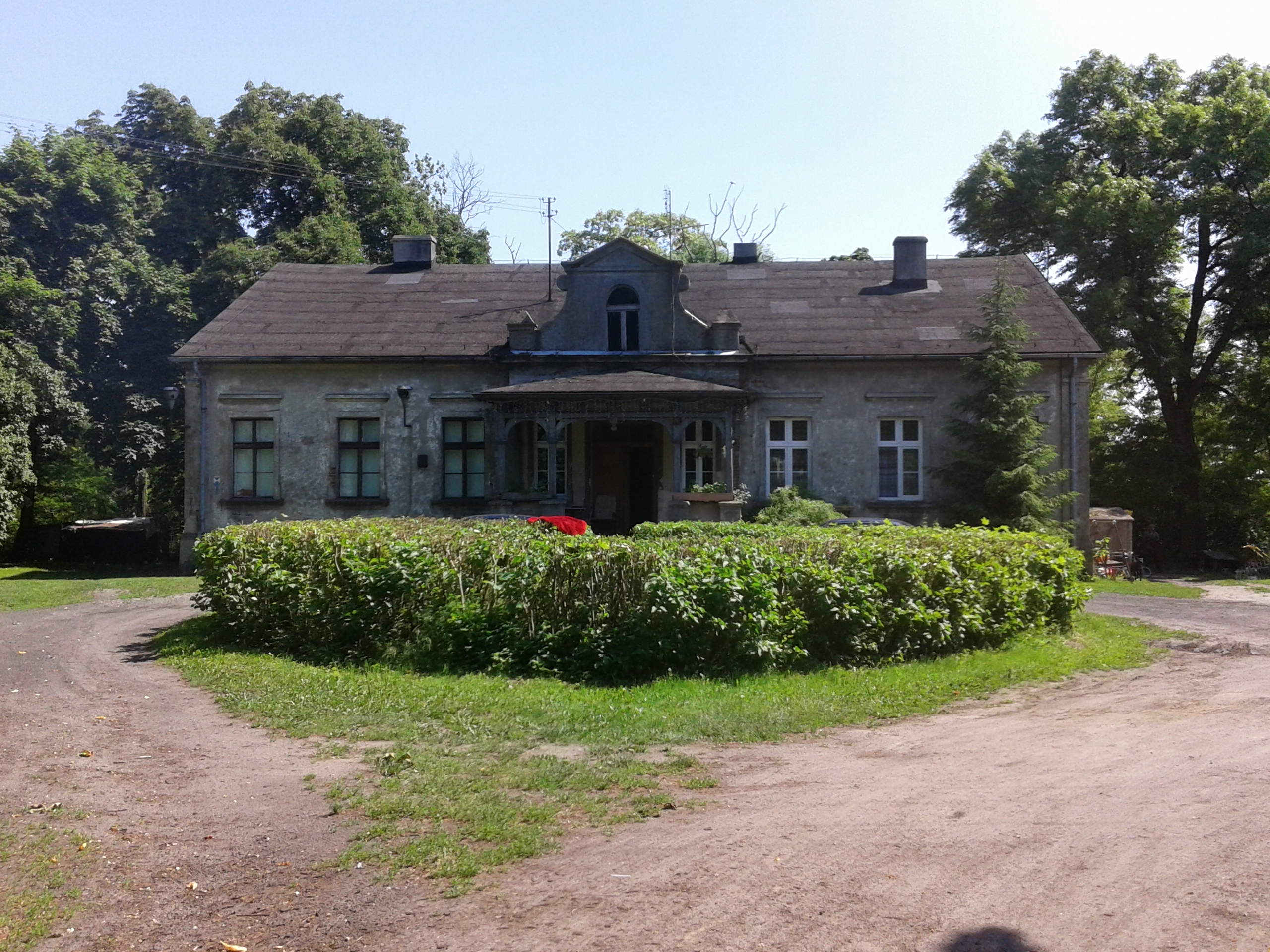
Front dworu
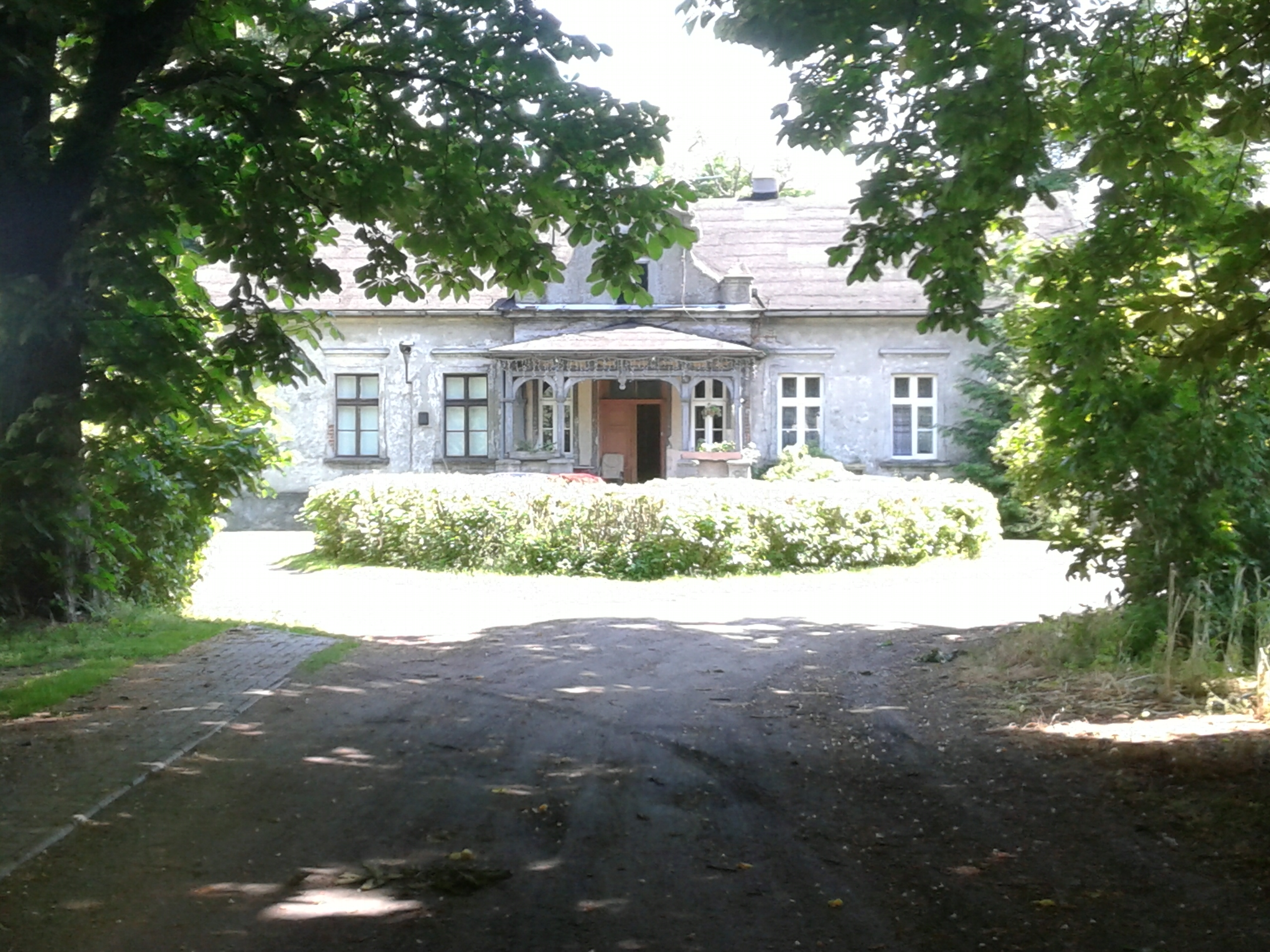
Dwór z aleją kasztanową
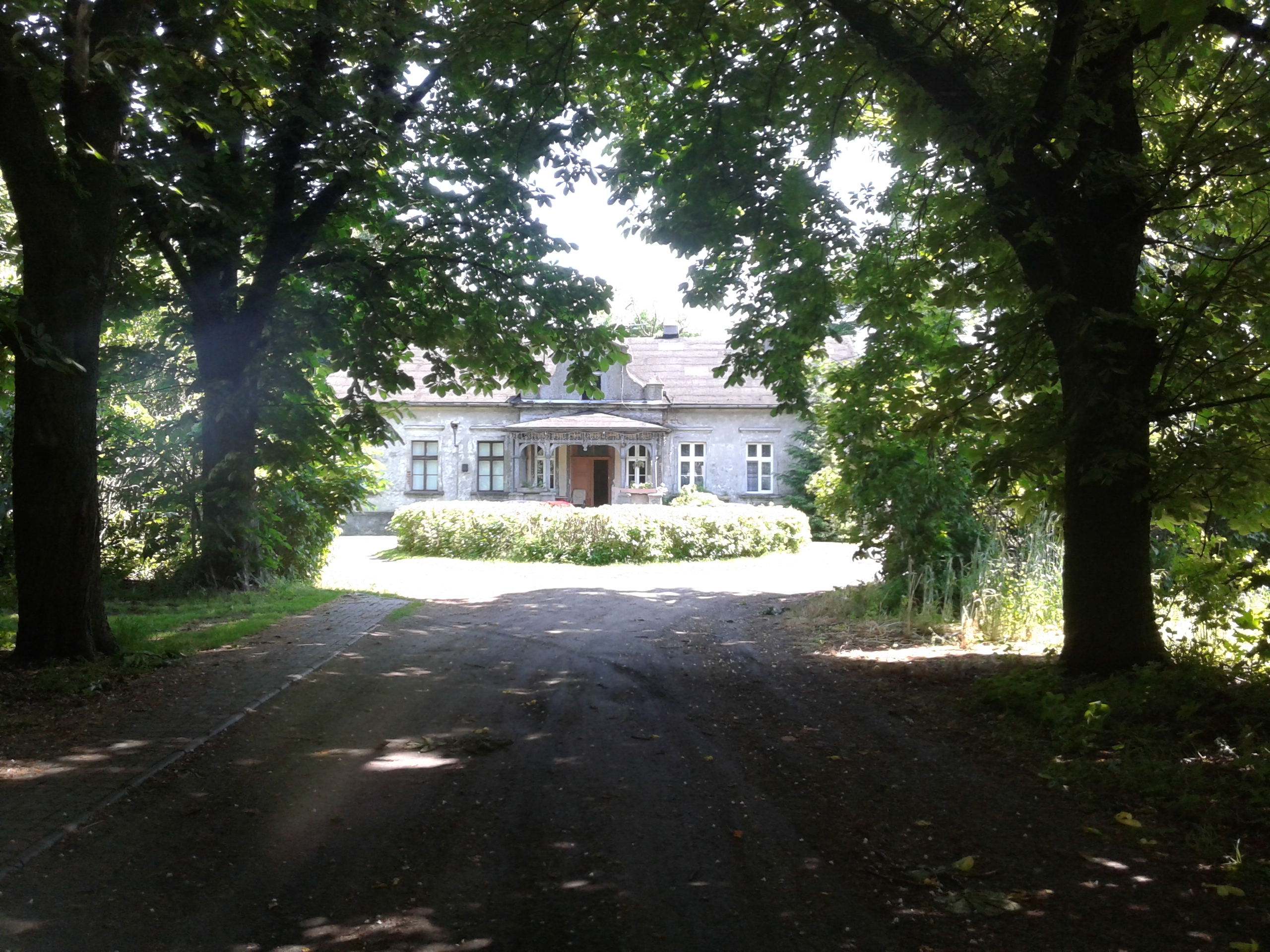
Widok z drogi
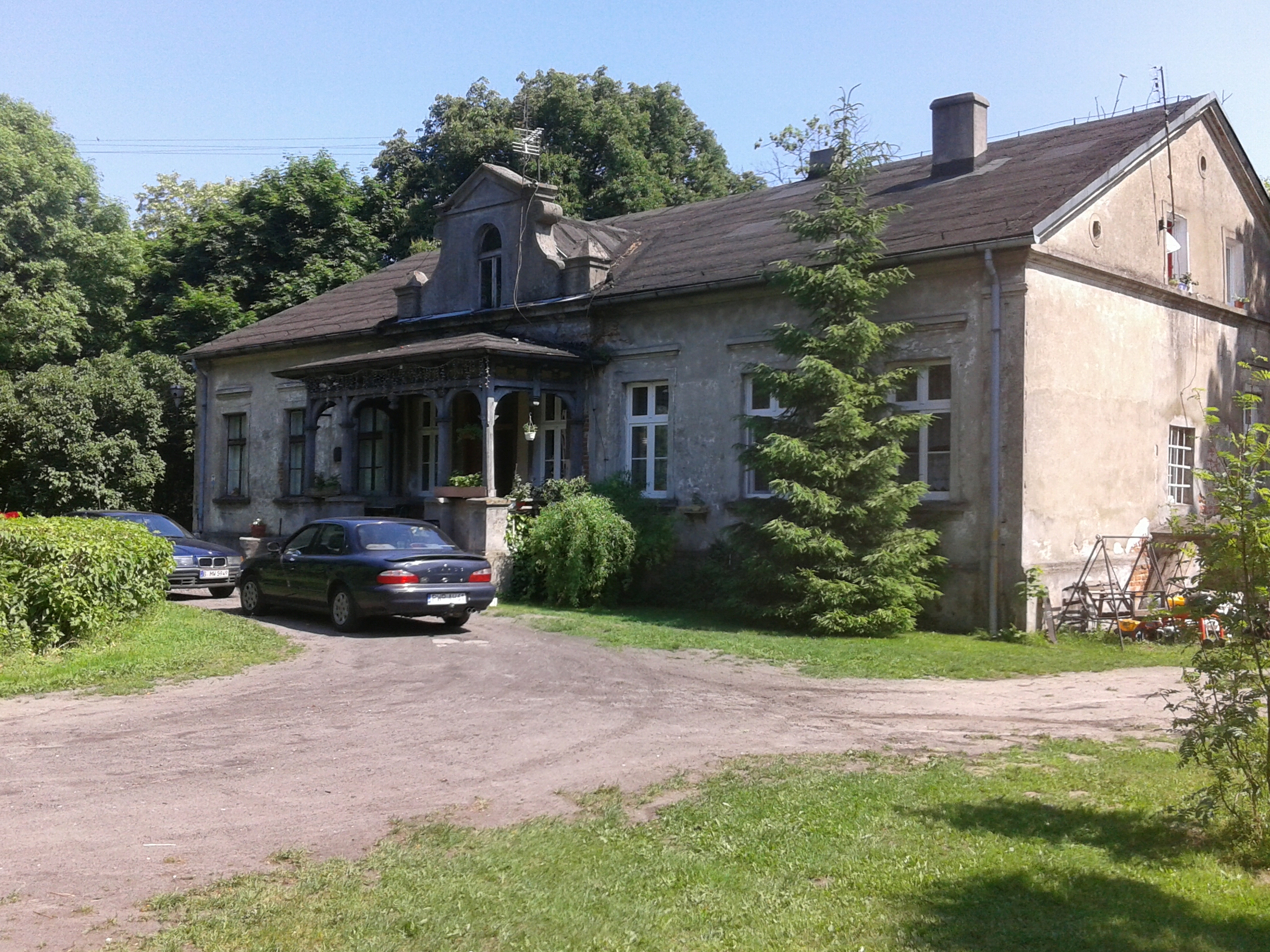
Dwór z północno-zachodniej strony
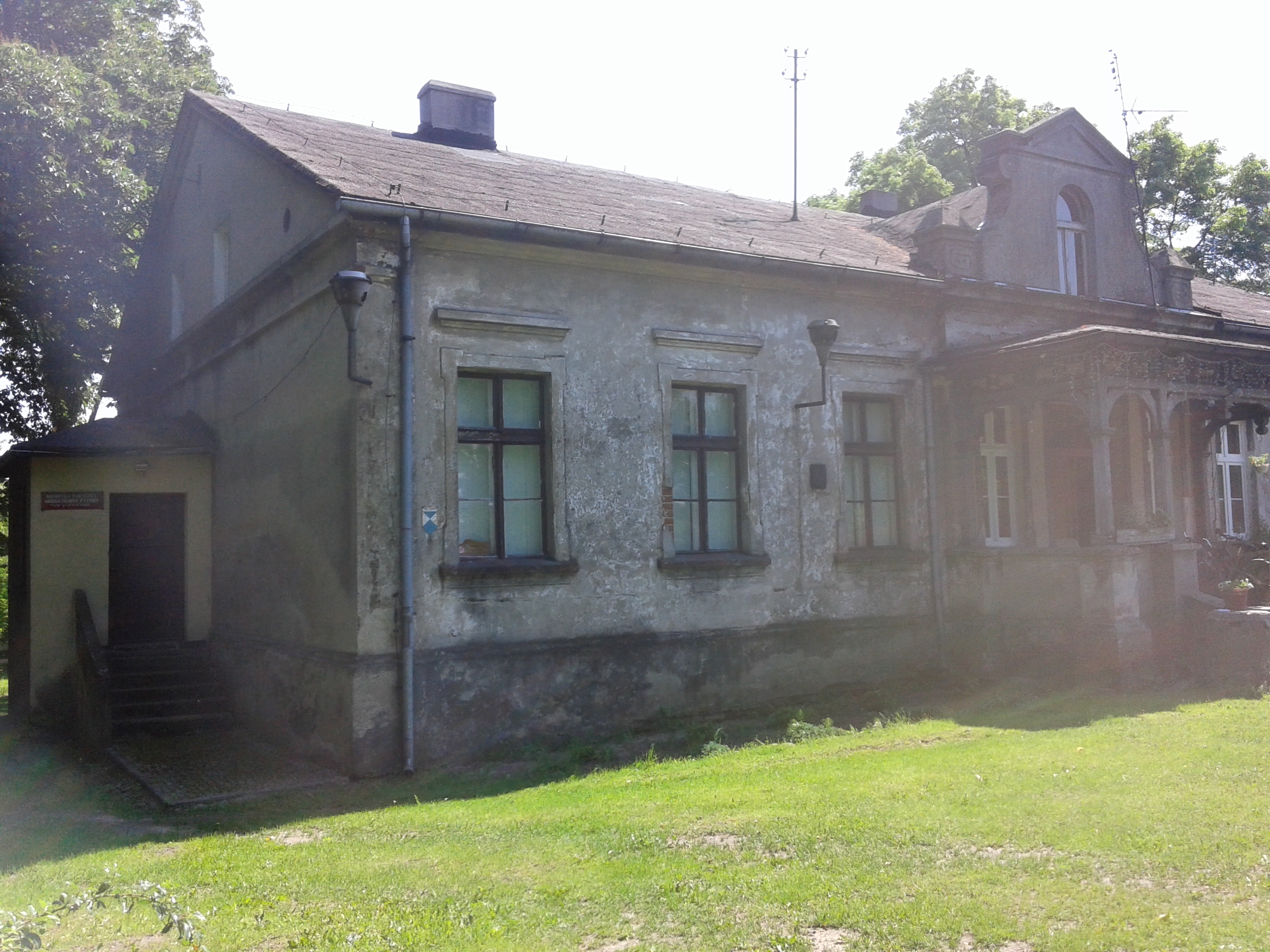
Dwór z północno-wschodniej strony